# Manuel Joaquim
Manuel Joaquim (Tinhela de Monforte, 21 Outubro 1894- m. Coimbra, 28 Março 1986) foi um importante musicólogo português.

## Biografia
Estudou como músico militar e regente de Bandas Filarmónicas. De 1929 a 1937 foi regente da Banda do Regimento de Infantaria 14, em Viseu. Em 1937 passou à reforma, a fim de se dedicar exclusivamente à investigação. Ao longo da sua vida estudou História da Música e levou a cabo um notável trabalho de investigação musicológica, em particular sobre a música portuguesa. Foi um dos pioneiros da musicologia portuguesa, nomeadamente sobre música portuguesa dos sécs. XVI e XVII. Compilou valiosos catálogos descritivos de manuscritos de música portuguesa (entre outros, no Palácio de Vila Viçosa), e transcreveu e editou música, em particular, dos compositores Duarte Lobo, Estevão Lopes Morago ou Esteban López Morago, e Manuel Mendes (compositor). O seu trabalho de investigação e edição foi extremamente importante para o conhecimento das fontes musicais e repertório da História da Música Portuguesa. 

## Edições Musicais
- O cancioneiro musical e poético da Biblioteca Pública Hortênsia, Edição Subsidiada pelo Instituto para a Alta Cultura (Coimbra, 1940).

- A Missa de Féria do Padre Manuel Mendes, Separata de Música, Revista dos alunos do Conservatório de Música do Porto, (Porto, 1942).

- Duarte Lobo: Composições polifónicas, Instituto para a Alta Cultura (Lisboa, 1945)

- Estêvão Lopes Morago: Várias obras de música religiosa 'a cappella', Portugaliae Musica, volume IV, Fundação Calouste Gulbenkian, (Lisboa, 1961).

## Escritos
- Documentos para a História da Música da Sé de Elvas, Jornal de Elvas, 11 de Novembro de 1928 a 4 de Agosto de 1929.

- A música militar através dos tempos, Arte Musical, (Lisboa, 1937).

- Um inédito musical: o ‘Te Deum’ do licenciado Lopes Morago (Lisboa, 1940).

- ‘Nótulas sôbre a música na Sé de Viseu’, Beira Alta, I (1942), 7, 49, 107, 149; II (1943), 82; III (1944), 3–34, 93, 207–36.

- Em louvor do grande polifonista Estevão Lopes Morago, [S.l. : s.n.], (1948).

- Um Madrigal de Vicente Lusitano publicado no "Libro delle Muse", Gazeta musical, nos.13–14 (1952), 13–14; no.16 (1952), 4–6.

- ‘Algumas palavras acerca de música antiga portuguesa’, Douro-Litoral, 5ª série (1952), nos.1–2, p. 3.

- Da origem do canto cristão e sua antiga prática em Portugal (Porto, 1953).

- Vinte livros de música polifónica do Paço Ducal de Vila Viçosa (Lisboa, 1953).

- ‘Os “Concertos brandeburgueses” de João Sebastião Bach’, Gazeta musical, nos.39–46 (1954), 196–7, 214–15, 230–31, 250–51, 260–61, 274–5, 288–9.

- ‘O “Passionarium” de Fernandes Formoso: Lisboa 1543’, Arquivo de bibliografia portuguesa, Vol. I (Coimbra, 1955), 73–97.

- ‘Notícia de vários documentos dos séculos XIII, XIV, XV et XVI, existentes no Museu de Grão-Vasco’, Beira Alta, XIV (1955), 225, 263–99; XV (1956), 3.

- ‘Os livros do coro da Sé de Coimbra, em 1635’, Arquivo de bibliografia portuguesa, II (1956), 316–66; Separata (Coimbra, 1957).

- ‘O colectário de Arouca e os seus textos musicais’, Douro-Litoral, 8ª série (1957), nos.5–6.